# Kincsvadászok (film, 2007)
A Kincsvadászok (Diamond Dogs) 2007-ben bemuatott akció-thriller, melyet Shimon Dotan és Dolph Lundgren rendezett, a főszereplője Dolph Lundgren.

## Cselekmény
A Kincsvadászok egy amerikai szerencsevadász csoportról szól, akik felbérelnek egy Xander Ronson (Dolph Lundgren) nevű zsoldost, hogy testőrként vezesse őket, amíg ők egy értékes buddhista műtárgyat keresnek mélyen Kína kietlen tájain. Azonban arra nem számítottak, hogy az expedíció során orosz zsoldosokkal kerülnek szembe, akik szintén a műtárgyat keresik.

## Produkció
A filmet legfőképpen Mongólia belső részén forgatták, 2006 szeptemberétől egészen novemberig.

## Szereplők
| Színész         | Szerep        | Magyar hang     |
| --------------- | ------------- | --------------- |
| Dolph Lundgren  | Xander Ronson | Jakab Csaba     |
| Yu Nan          | Anika         | Ruttkay Laura   |
| Xue Zuren       | Ang Shaw      | Versényi László |
| William Shriver | Chambers      | Végh Péter      |
| Raicho Vasilev  | Zsukov        | Sótonyi Gábor   |
| NuoMing Huari   | Sonia         | Zsigmond Tamara |

## Megjelenés
A film csak DVD-n jelent meg, az alábbi időpontokban és országokban:
- Németország –– 2007. augusztus 31.
- Kína –– 2007. december 14.
- Brazília –– 2008. január 17.
- Amerikai Egyesült Államok –– 2008. április 24.